# Предкавказская равнина
Предкавка́зская равни́на — равнина на Кавказе. Протягивается от Азовского до Каспийского моря в виде полосы протяжённостью 700—800 км и шириной 200—300 км.
В рельефе равнины выделяют три элемента: Азово-Кубанскую (Кубано-Приазовскую) низменность, Ставропольскую возвышенность — плато, достигающее на юге высоты 500—700 м (высшая точка — гора Стрижамент, 831 м), и Терско-Кумскую низменность (юго-западный край Прикаспийской низменности), большая часть которой расположена ниже 100 м, a восточная треть — даже ниже уровня океана на отметках до −28 м (уровень Каспия). К югу от Ставропольской возвышенности (на юго-востоке) расположена Минераловодская (Пятигорская) группа островных гор — лакколитов (гора Бештау — 1401 м).
На юге Предкавказья в междуречье Терека и Сунжи лежат два низкогорных хребта — Терский и Сунженский, разделённые Алханчуртской долиной. С юга к ним примыкают наклонные равнины (Кабардинская, Осетинская, Чеченская, Кумыкская), полого опускающиеся от подножия Большого Кавказа к северу и северо-востоку.